# Malou Prytz
Malou Trasthe Prytz (ur. 6 marca 2003 w Ryd) – szwedzka piosenkarka.

## Życiorys

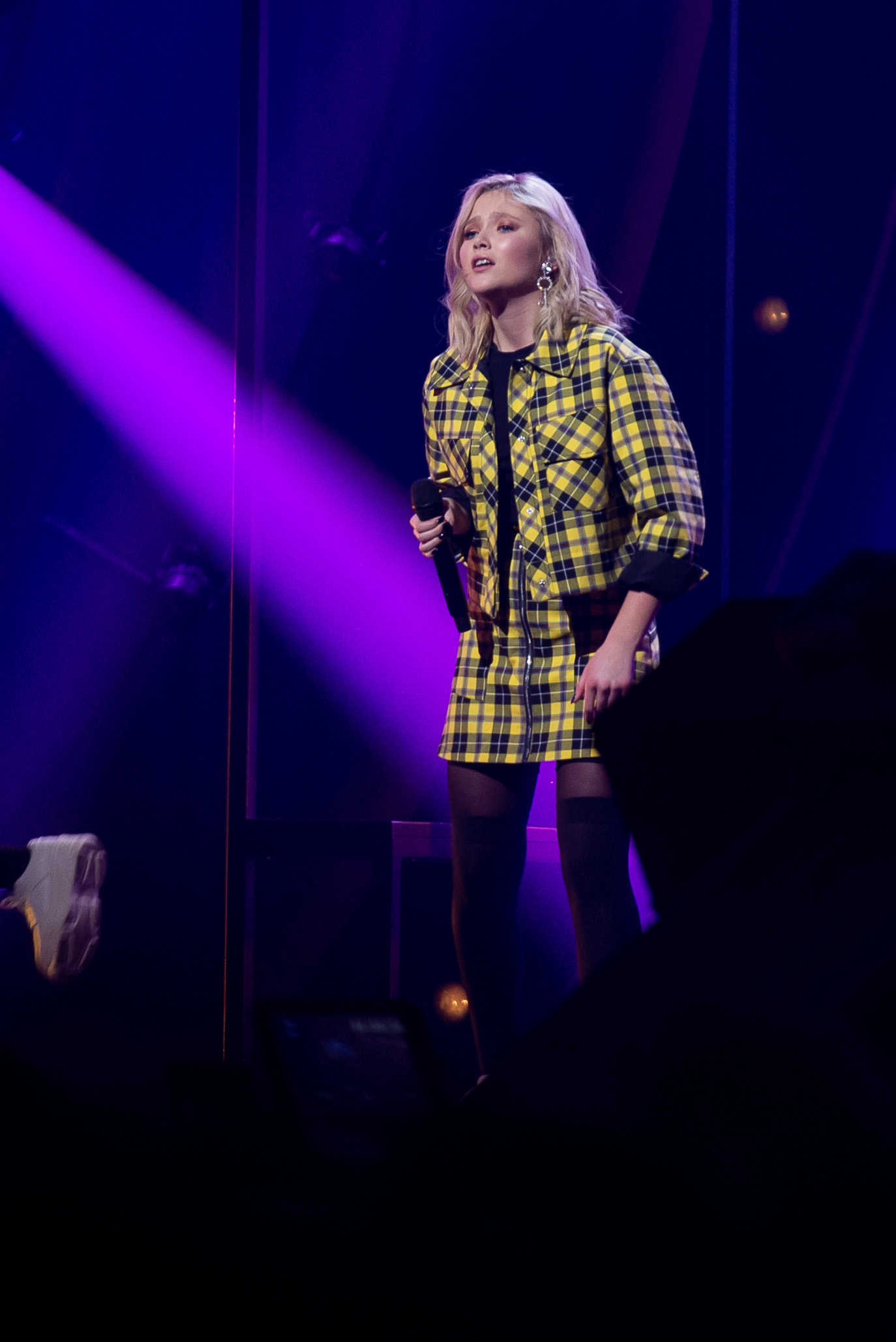
Malou Prytz w trakcie Melodifestivalen 2019

Malou Prytz urodziła się 6 marca 2003 w szwedzkiej miejscowości Ryd. Śpiewa od trzeciego roku życia, a w wieku 9 lat wzięła udział w swoim pierwszym konkursie talentów. Uczęszcza do liceum o profilu ekonomicznym. Hobbystycznie gra w drużynie unihokeja.
W 2019 z utworem „I Do Me” (którego autorami byli Isa Tengblad, Elvira Anderfjärd, Fanny Arnesson oraz Adéle Cechal) została zakwalifikowana do udziału w drugim półfinale Melodifestivalen 2019, który odbył 9 lutego w Malmö Arena w Malmö. W półfinale rywalizowała między innymi z polską piosenkarką Margaret, która wykonywała utwór „Tempo”. Wokalistka wystąpiła z drugim miejscem startowym i zdobyła łącznie 1 233 974 głosów, co przełożyło się na 76 punktów i dało jej bezpośredni awans do finału konkursu. Podczas finałowego koncertu, który odbył się 9 marca 2019 we Friends Arena w Solnie w Sztokholmie wystąpiła dziewiąta w kolejności i zdobyła łącznie 35 punktów (23 od jurorów oraz 12 od widzów po przeliczeniu otrzymanej od nich liczby 1 010 600 głosów), co dało jej ostatecznie dwunaste miejsce. Po udziale w konkursie kontynuowała nagrywanie muzyki i koncertowanie w Szwecji.

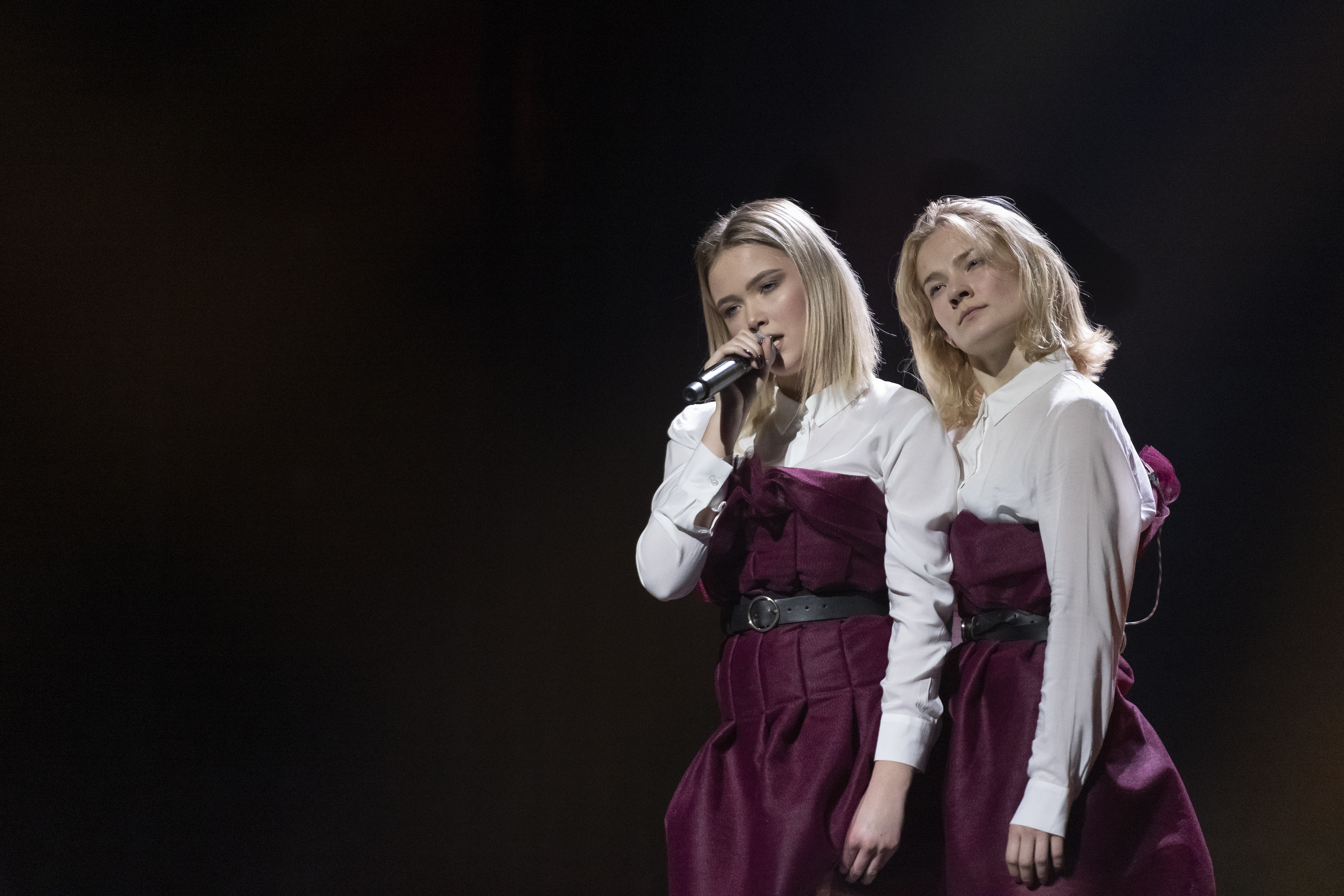
Malou Prytz podczas Melodifestivalen 2020

Debiutancki singel wokalistki „I Do Me” dotarł do 10. miejsca na oficjalnej szwedzkiej liście sprzedaży. 28 czerwca 2019 piosenkarka wydała swój debiutancki EP Enter, na którym prócz pierwszego singla znalazło się także pięć innych utworów, w tym wyprodukowany przez Verę drugi singel wokalistki „Left & Right”.
Dzięki udanemu debiutowi w konkursie w 2019, wokalistka została zaproszona przez organizatorów do startu w Melodifestivalen 2020. 1 lutego 2020 wzięła udział w pierwszym półfinale konkursu, który odbył się w hali Saab Arena w Linköpingu. Występując z czwartej pozycji startowej z utworem „Ballerina”, który napisali i skomponowali Thomas G:son, Peter Boström oraz Jimmy Jansson. Zakwalifikowała się do koncertu drugiej szansy, który odbył się 29 lutego 2020 w Stiga Sports Arena w Eskilstunie i ostatecznie nie awansowała do finału konkursu.

## Dyskografia

### EP
| Rok  | Dane dot. albumu                                                                                      |
| ---- | --- |
| 2019 | Enter - Data wydania: 28 czerwca 2019 - Wytwórnia: Warner Music Sweden - Format: CD, digital download |

### Single
| Rok                                                | Tytuł                   | Pozycja na liście | Album |
| Rok                                                | Tytuł                   | SWE               | Album |
| -------------------------------------------------- | ----------------------- | ----------------- | ----- |
| 2019                                               | „I Do Me”               | 10                | Enter |
| 2019                                               | „Left & Right”          | –                 | Enter |
| 2019                                               | „If It Ain't Love”      | –                 | –     |
| 2019                                               | „All Good”(feat. Millé) | –                 | –     |
| 2020                                               | „Ballerina”             | 40                | –     |
| 2020                                               | „Tik Tok”               | –                 | –     |
| 2022                                               | „Bananas”               | –                 | –     |
| „–” oznacza, że singel nie był notowany na liście. |                         |                   |       |